# Borexino

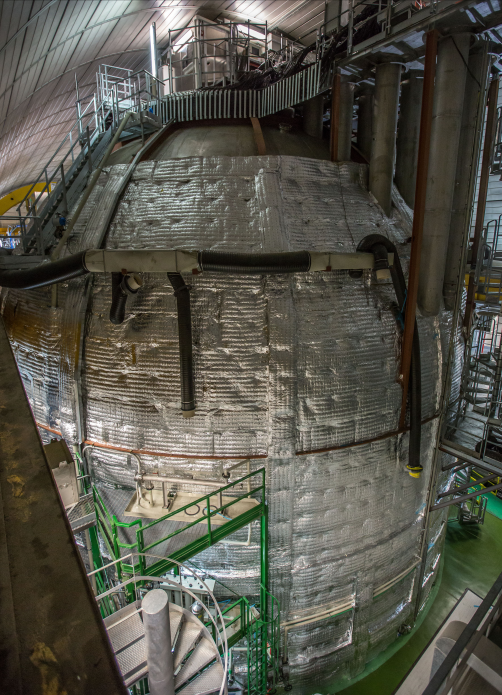
Experimento Borexino em setembro de 2015

Borexino é um detector de neutrinos que opera no Laboratori Nazionali del Gran Sasso, na Itália. 

## Objetivo
O experimento é constituído por um cintilador líquido e seu principal objetivo é detectar neutrinos de baixa energia produzidos no interior do Sol.

## Detector
O núcleo do detector é constituído por uma esfera de nylon com 8,5 metros de diâmetro e 100 micrometros de espessura, que contém 300 toneladas do cintilador líquido. Esse núcleo, por sua vez, é circundado por uma esfera de aço inoxidável de 13,7 metros de diâmetro, onde estão localizadas 2 200 fotomultiplicadoras. O espaço entre as duas esferas é preenchido por 1000 toneladas de 1,2,4-trimetilbenzeno. Entre as duas esferas há também um filme de nylon cujo objetivo é impedir a difusão do radônio na direção do núcleo.
A esfera mais externa encontra-se imersa em 2 400 toneladas de água, onde estão localizadas 200 fotomultiplicadoras cujo objetivo é detectar os muons que constituem o único background significativo na profundidade em que se encontra o detector.

## Resultados

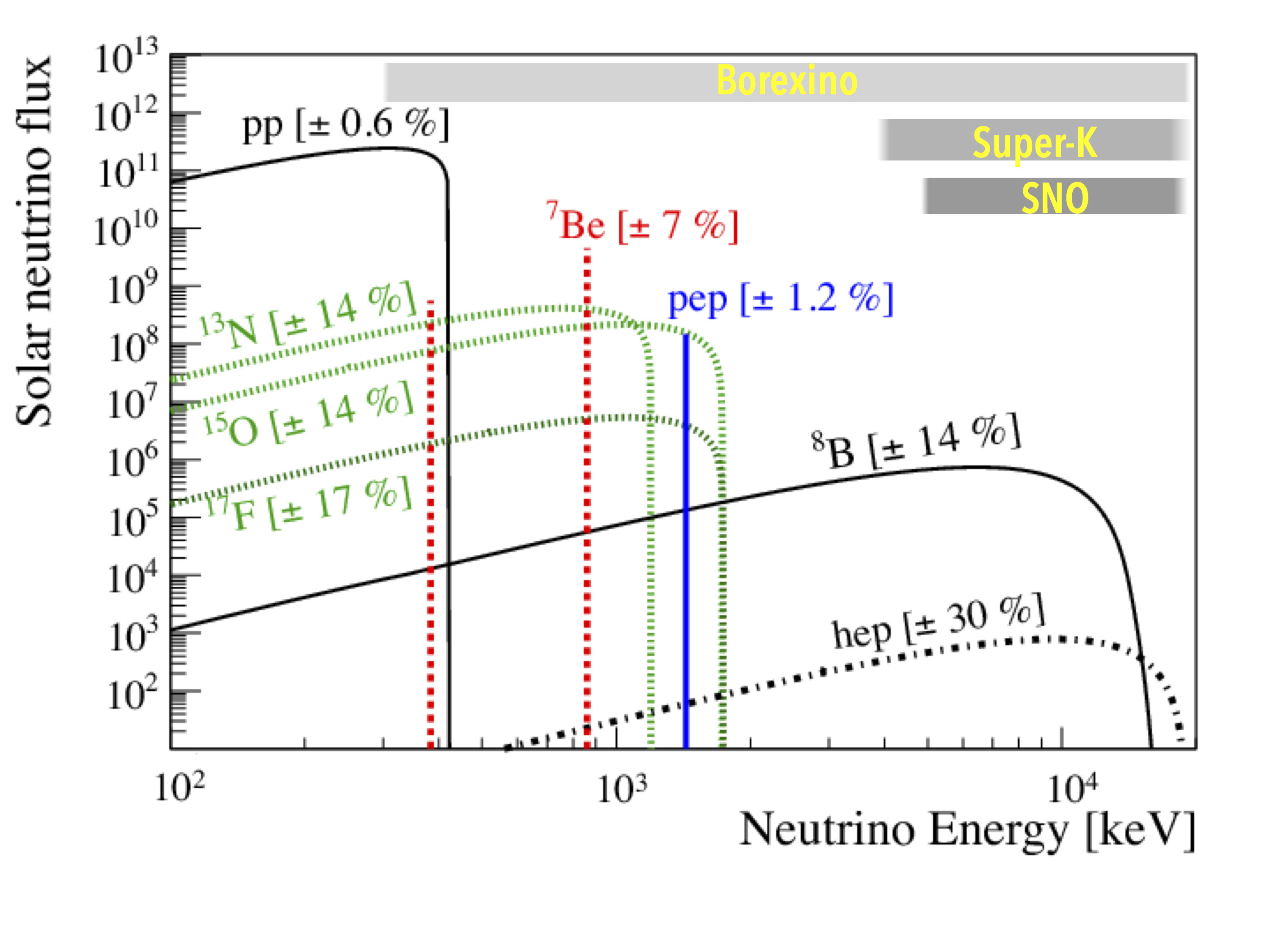
As faixas cinzentas comparam as regiões onde os três telescópios de neutrinos solares, que são capazes de medir a energia dos eventos, são sensíveis. Observe que as previsões de modelos solares estão em escala logarítmica: Super-Kamiokande e SNO podem observar cerca de 0,02% do total, enquanto Borexino pode observar cada tipo de neutrino previsto.

Em 2007 foi anunciada a primeira detecção direta de neutrinos com energia de 0,862 MeV oriundos do decaimento radioativo do 7Be, um isótopo do berílio produzido no interior do Sol.
Cerca de sete anos depois foram publicados os resultados da primeira detecção direta de neutrinos produzidos pela cadeia próton-próton no Sol. A análise final dos neutrinos dessa cadeia de reações (incluindo neutrinos de berílio) apareceu em 2018; o próximo objetivo dos neutrinos solares é a exploração do ciclo catalítico da CNO. 
Além disso, o Borexino produziu resultados precisos em relação aos antineutrinos produzidos por elementos radiativos na Terra, chamados geneutrinos.